# مقام حجاز (رواية)
مقام حجاز رواية تاريخية سعودية بقلم الأديب والأعلامي والصحفي محمد صادق دياب تتناول الرواية أحداث تاريخية حدثت في جدة بأسلوب روائي رائع.

## حبكة القصة
ترصد الفتنة التي حدثت في مدينة جدة عام 1858 خلال العهد العثماني، وذهب ضحيتها 21 قتيلاً من الدبلوماسيين والتجار الغربيين، من بينهم القنصل الإنجليزي، والقنصل الفرنسي وزوجته، وترتب عليها إعدام عدد من أهالي جدة من بينهم محتسب المدينة، ونفي عدد كبير من الوجهاء والمسؤولين، وهي الحادثة التي ظلت عبر السنين أسيرة بعض المخطوطات والإشارات السريعة العابرة في بعض الكتب التي تناولت تاريخ المدينة.
كما تناول المؤلف الأحداث الكبرى في تاريخ المدينة، ومنها هذه المذبحة، مورداً أسماء الذين أعدموا فيها، والأسباب الحقيقية التي أدت إلى حدوث الفتنة، كما توقف عند بعض الأحداث الأخرى إبان عهدي المماليك والأتراك كمقتل السيد عبد الكريم البرزنجي ظلماً، وترك جثته ملقاة في أحد أشهر أحياء جدة وهو حي المظلوم، وما صحب بناء سور المدينة من مظالم بلغت من الشناعة أن يأمر القائد المملوكي حسين الكردي بأن يلقى بأحد البنائين في جوف السور، والبناء عليه حياً لتأخره عن المشاركة في البناء.
حين كلف السلطان قنصوة الغوري في العهد العثماني أحد قواده (حسين الكردي) ببناء سور حول مدينة جدة في القرن العاشر الهجري، وتمكن الكردي من إتمام البناء في أقل من عام مستعينا بعسكر من الأتراك والمغاربة لصد تهديد البرتغاليين لمدينة جدة، لم يكن يعلم أنه سيأتي يوم يتجاوز فيه اسمه كتب المؤرخين إلى عوالم الفن عبر الرواية، ليكون بطلا لـ (مقام حجاز) الرواية الأولى التي ينشرها الكاتب محمد صادق دياب بعد تجربة ثرية تنيف عن الأربعة عقود في عوالم الصحافة والقصة وتدوين التاريخ، وذلك عن دار جداول للنشر.
في مقام حجاز يستعيد دياب حقبة بناء السور واجبار الكردي الأهالي بما فيهم الأثرياء والتجار على حمل الحجر والطين، وبكل قسوة وشدد على البنائين لدرجة أنه إذا تأخر أحدهم عن الحضور مدة قصيرة أمر بالبناء عليه حيا في جوف السور.
من هذه القسوة يعبر دياب، جادلا روايته في قرابة 220 صفحة ملأى بالوجد وصبابات العشق، مستعيدا عبر أربعة فصول فضاءات جداوية عتيقة، هي المدينة في بعدها التأسيسي والجمالي حيث مواسم الجدب والبحر والمطر ومناخات (المعادي، سقيفة الهنود، زقاق الخراطين، سوق الندى، بحر الأربعين، برحة العيدروس، قوز الهملة مسجد عكاش، باب البنط الخاسكية، وحارات جدة الأربع التاريخية«البحر، اليمن، الشام، المظلوم») والأخيرة تظهر فانتازيا وتستثمر أسطورة تسمية المكان من واقعة اعدام البرزنجي أحد أبطال الرواية والذي قرأ النظارة في دمه المراق لحظة اعدامه أنه مظلوم، كونه ثار على الأجانب الذين كانوا حاضرين في المدينة عبر القنصليات الديبلوماسية.
تدرج الكاتب في تتابع كلاسيكي لنمو الأحداث بدءا من الفصل الأول: سور جدة 1513) وفيه يبدأ (من تزاوج الصحراء بالبحر ولدت مدينة جدة.
ومن فضة الموج جدل أهلها ضفائر حكاياتهم البيضاء.
ومن رحابة الصحراء نسجوا خيام قلوبهم، فاتسعت لتقلبات الأزمنة.
فهذه المدينة الأنثى تعودت إذا ما أنطفأ النهار، وتثاءبت النوارس على صواري المراكب الراسية أن تدوزن أوتار قلبها على مقام العشق وتستـوى على الشاطئ جنية حسناء تغازل البحارة والغرباء وعابري السبيل وتنثر ضفائرها فنارا فترحل صـوبها اشواق المواويل وأحلام النواخـذة.
ثم يملأ فضاء العمل بما يمتاح منه فضاء الحياة الاجتماعية في الحجاز من المزمار وموشحات الصهبة وأنغام السمسمية، وتداخل مع أجواء مكة والمدينة المنورة عبر رحلات الركب والفلكلور.
ويرسم بفتنة ملامح وسمات شخصيات الحارة واعلاء ما تحمله من قيم نبيلة وشهامة، وفتوة لاتنتصر غالبا إلا للحق بكل مرؤوة، سواء انثى وتمثله نموذجا (سلمى الجبالي) أو ذكرا ويمثل انموذجه (عبد الكريم البرزنجي).
وبعد أن يفرغ القارئ من الفصول الأربعة التي تروي قصة بناء السور، وعلى هامش ذلك الرغبة في الدفاع عن المدينة والذود عن عشقها، يجد الكاتب يستدعي في حيلة فنية ابطال الرواية تحت عنوان (أبطال الرواية يحتجون على المؤلف) إذ «قبل أن تغادر روح دحمان إلى عالمها سلمت حفيدها الكابتن مصطفى لفافات تضمنت رسائل احتجاج من ابطال الرواية».
ليكسر هذا الاحتجاج حاجز الإيهام، ويدرك القارئ أنه كان يقرأ عملا فنيا يتماهى مع التاريخ بامتياز، يلخص له جانبا من عالم مدينة زاخرة بالثراء.

## مفتتح الرواية
أنا المدينة الأنثى على أرضي هبطت حواء من السماء فكنت مسرحا لحياتها وحضنا لرفاتها، أنا جدة بكل حركات الجيم إذا فتحته كنت جدة المدن والناس
وإذا كسرته كنت حداثة الحياة
وإذا ضممته كنت جارة البحر.
على هضابي توالت كتائب المظلومين عبر التاريخ أمثال جميل الجدي، عبد الكريم البرزنجي، عبد الله المحتسب، وغيرهم. هلك الظالمون وظل المظلومون أحياء بيننا، ترمدت عظام القتلة ونعمت أرواح الضحايا بالوجود، والمدن كائنات تصمت، ولكنها لاتنسى، وعلى هذه الصفحات بعض ما فاض من إناء الغليان. التوقيع جدة